# Kreien
Kreien es un municipio situado en el distrito de Ludwigslust-Parchim, en el estado federado de Mecklemburgo-Pomerania Occidental (Alemania), a una altitud de 65 metros. Su población a finales de 2016 era de 371 habs. y su densidad poblacional, 15 hab/km².

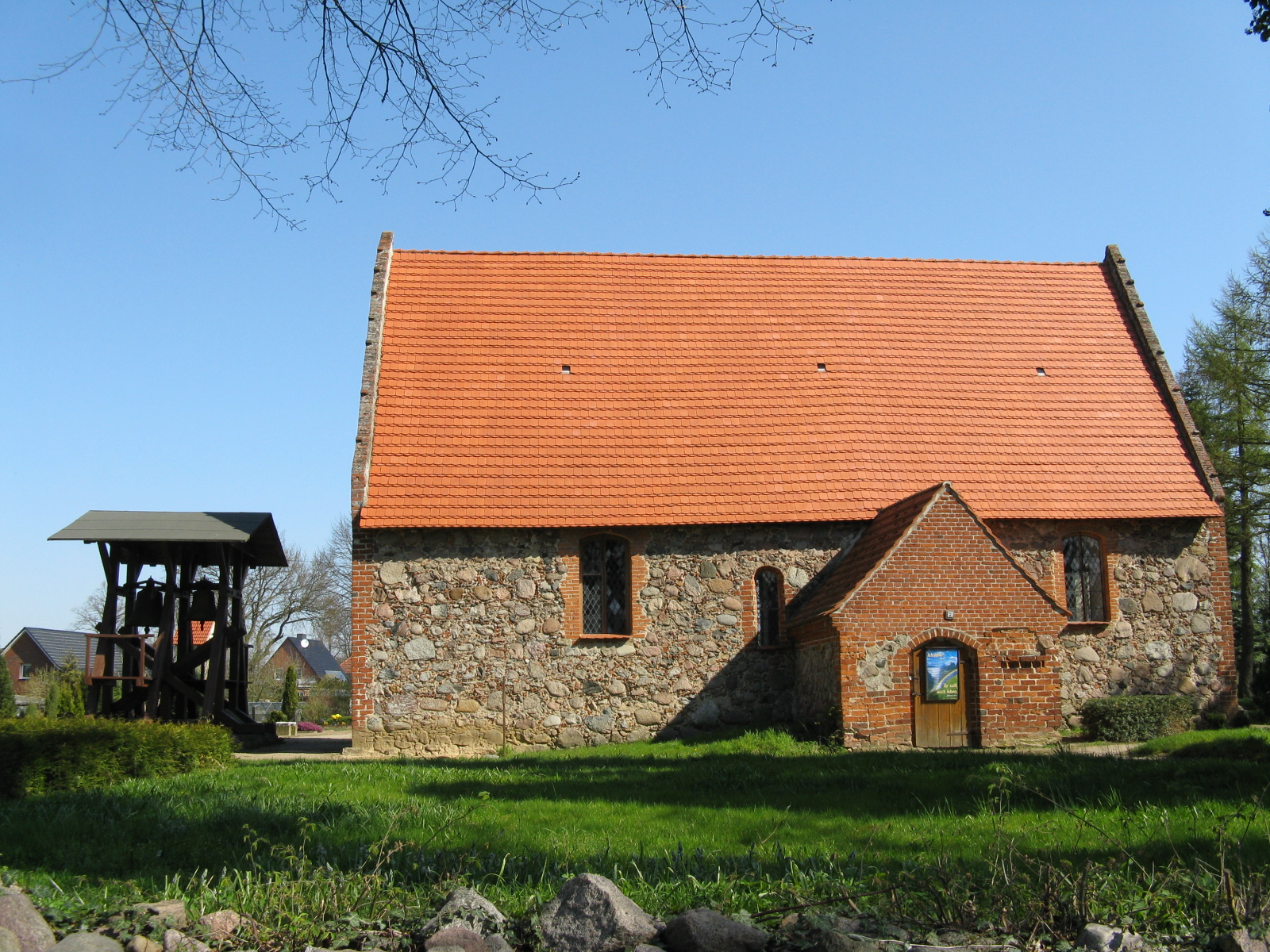
Iglesia de Kreien